# 원주 육민관고등학교 창육관
원주 육민관고등학교 창육관은 대한민국 강원특별자치도 원주시 육민관고등학교에 있는 건축물이다. 2017년 12월 5일 대한민국의 국가등록문화재 제702호로 지정되었다.

## 개요
육민관(育民館)이 1946년 강원지역 최초의 사학으로 설립된 이후 1954년 현재의 위치에 육민관고등학교를 개교하면서 국제연합 한국재건단(UNKRA)의 원조와 제1야전군사령부의 도움을 받아 건축한 건물이다. 당시 ‘ㅡ’자형의 일반적 학교건물과 다르게 중앙부 현관(porch)을 중심으로 양쪽 날개부가 각각 16도 정도 꺾여 배치되며 전체적으로 항공기 날개 형태와 유사한 매우 독특한 평면과 외관을 형성하고 있다.

## 같이 보기
- 육민관고등학교

## 참고 자료
- 원주 육민관고등학교 창육관 - 국가유산청 국가유산포털